# Германска Нова Гвинея
Германска Нова Гвинея (на немски: Deutsch-Neuguinea) е наименование на бивше германско колониално владение в западната част на Тихия океан.

## География
Обединява всички германски колониални владения в южните морета с изключение на Самоа. Общата площ на колонията възлиза на 242 476 кв. км, а населението ѝ е от 479 615 души (включвайки 478 843 туземци и 772 германци) към 1912 г. 

## История
Обединението на Германия бележи появата не само на нова велика сила в Европа, но и дава начало на бурна агитация в германското общество за придобиване на свои колониални владения. Мисълта за придобиването на колонии спира да бъде фантасмагория на малка група хора, а се превръща в политическа тема. Германски търговски ханзейски фирми са доста активни в района на Тихия океан още от средата на XIX век. Постепенно се очертава и политическа подкрепа за ханзейската търговска експанзия в района. Център на развитието на немската търговия в този огромен район стават полинезийските острови. Към 1877 г. 87 % от износа и 79 % от вноса на Самоа и Тонга е в ръцете на германските търговци.
Колониалният ентусиазъм в Германия обаче не е повсеместен. Чуват се и гласове, които оспорват търговската изгода от придобиването на тези некултивирани и твърде отдалечени от метрополията земи. В крайна сметка надделяват гласовете на привържениците на колониалната политика. Така през 1882 г. група едри банкери основават „Компания за Нова Гвинея“ (Neuguinea-Kompagnie). Целта на компанията е колониална експанзия в Тихиа океан и по-точно в Нова Гвинея, архипелага Бисмарк, Соломоновите острови. Малко по-късно името на компанията е сменено на „Консорциум за Нова Гвинея“ (Neuguinea-Konsortium), но целите остават същите.
На 17 май 1885 г. компанията получава от германския кайзер суверенните права над североизточната част на Нова Гвинея, известна още като Земя на Кайзер Вилхелм. Към края на 1886 г. правата на компанията обхващат и северните Соломонови острови.
На 7 октомври 1898 г. германското правителство сключва договор с Консорциума за Нова Гвинея, по силата на който си връща суверенните права над колонията. Макар и минал под управлението на правителството Консорциумън за Нова Гвиния, и по-точно стоящите зад него едри капиталисти не се отказват от своята дейност в колонията. Правят се опити за отглеждане на памук, тютюн, кокосови орехи и други тропически култури. Към началото на XX век поради силното разрастване на плантациите се налага внос на работна ръка от Китай и Ява. Вдигат се данъците за туземното население с цел да бъде принудено да работи в плантациите.
Още през 1899 г. се появява и първата пощенска марка с щампа Германска Гвинея. Същата година германското правителство използва затрудненото положение на Испания и закупува за 17 милиона марки Палау, Каролинските и Марианските острови. Те също биват включени в колонията.
Столица на Германска Нова Гвинея е Финшхафен. Пристанището носи името на откривателя на залива германския изследовател Ото Финш. Поради епидемия от малария пристанището е изоставено през 1891 г. и е възстановено едва 10 години по-късно. През следващите години седалището на компанията е в днешния град Маданг, тогава наричан Фридрих Вилхелмсхафен. От 1899 до 1910 г. седалище на губернатора на колонията е Кокопо, тогава наричано Хербертсхьое. Последното седалище на германския губернатор е Симсонхафен (днес Рабаул). От това време датира възникването на втори немски креолски език, известен като Unserdeutsch и употребяван и до днес от отделни лица. Симсонхафен бива замислен и проектиран от германската колониална власт като красив град, разполагащ с широки алеи и огромни паркове.
Първата световна война слага край на Германска Нова Гвинея. По-голямата част от територията на колонията е заета от австралийски войски още през август 1914 г., японците почти без да срещат съпротива заемат Марианските, Каролинските и Маршаловите острови, както и Палау. През 1920 г. ОН предава колонията под австралийски и японски мандат. Междувременно почти всички германски обитатели са принудени да напуснат бившата вече колония, лишени са от имуществото им и обеднели се завръщат в родината си.